# シャドーロール

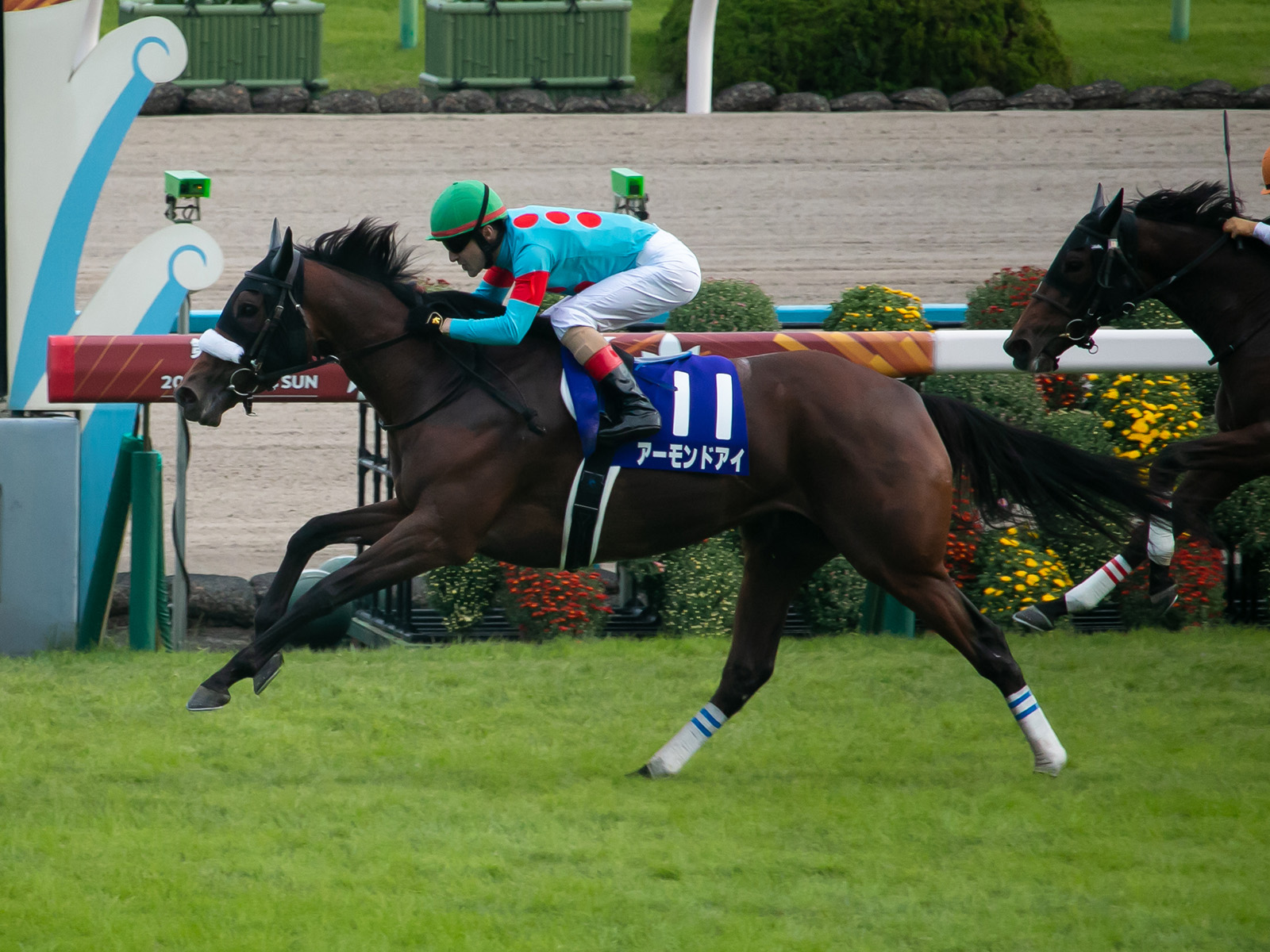
白いシャドーロールを装着した競走馬（アーモンドアイ）

シャドーロール (shadow roll) は、ウマの鼻梁に装着し、下方の視界を遮るために使用する矯正用の馬具。多くは羊毛かアクリルで作られ、頭絡の鼻革にかぶせて用いる。サラブレッドなどの競走馬に使われて目にする場合が多いが、スタンダードブレッドなどの馬術用のウマにも用いられる。
元来はウマが自身の影に驚くことを防ぐために作られたものだが、特に競走馬の場合には、これ以外にも遮られた下方の視界を得るために頭を下げることを利用し、マルタンガールなどと同じく、頭の高い競走馬の走法矯正や首の上下動を利用した身体全体を使った走法への矯正効果が見られることが知られている。
日本の競馬界では、以前はメンコやブリンカーなどの矯正具と比べるとあまり知られていなかったが、歴史的には1969年に欧州遠征をおこなったスピードシンボリがシャドーロールを装着していることが、記録映画からうかがえる。1993年から1996年まで活躍したナリタブライアンが使用して三冠を達成、「シャドーロールの怪物」の二つ名で呼ばれるなど有力馬の着用があったため、一時期は大流行した。しかし、効果には個体差があるうえに慣れると効果が薄れるため、流行という意味では下火となっている。
なお、シャドーロールと同様に視界を遮る機能をもつ馬具として、額革に装着して上後方の視界を遮るブローバンド、頬革に装着して左右の視界を遮るチークピーシーズがある。

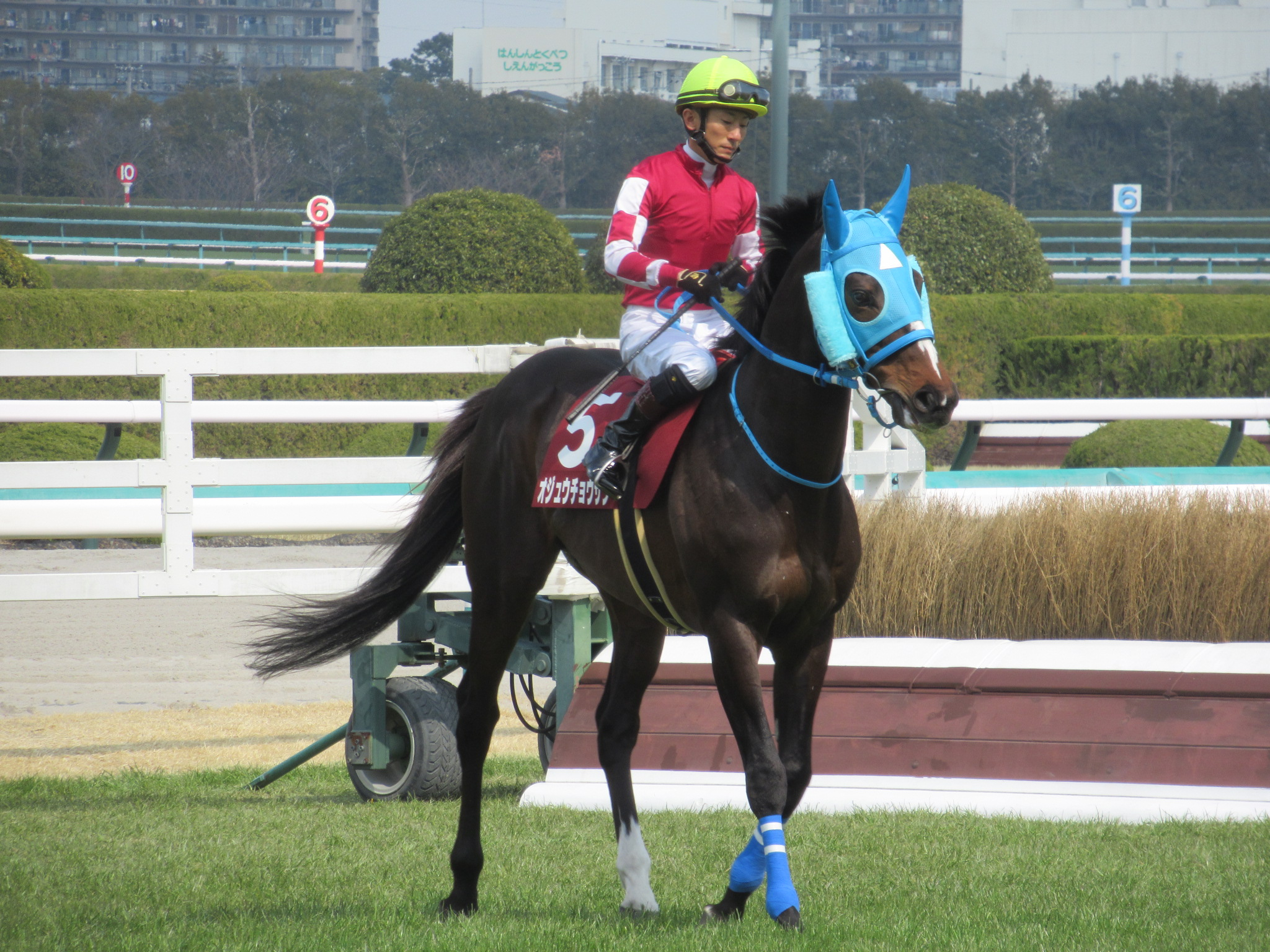
チークピーシーズを装着した競走馬（オジュウチョウサン）